# Бызова, Зоя Михайловна
Зоя Михайловна Бызова (род. 1 августа 1930, Алтайский край, Россия) — учёный-ботаник, кандидат биологических наук, старший научный сотрудник Института ботаники Академии наук Казахстана, лауреат Государственной премии Казахской ССР (1988).

## Биография
Окончила Казахский государственный университет.
С 1954 года — сотрудник Ботанического сада АН Казахской ССР.
Описала 87 видов неизвестных науке грибов, занесённых в Красную книгу Казахстана (ч. 2, 1981).

## Публикации
Одна из авторов фундаментального труда «Флора споровых растений Казахстана» в 13 томах (1956—1987).
Соавтор книг «Патогенные для человека и животных грибы» (1998), «Микологический и фитопатологический словарь-справочник» (2004) и др.